# Zeno Roth
Zeno Roth (Düsseldorf, 30 de junio de 1956-5 de febrero de 2018) fue un guitarrista de heavy metal alemán, fundador del grupo Zeno y hermano del también guitarrista Uli Jon Roth, reconocido por su paso por la agrupación Scorpions.

## Biografía
Dio sus primeros pasos en la música en los años 1970 con la banda Black Angel, entre 1974 y 1978, colaborando luego con Electric Sun, proyecto musical creado por su hermano mayor Uli Roth, tras abandonar Scorpions hacia 1978.
A mediados de la década de 1980 formó Zeno, grupo con el cual edita un primer disco homónimo en 1986. No obstante su producción discográfica fue espaciada, Zeno Roth continuó en actividad con su banda homónima durante las décadas de 1990 y 2000, editando diversos álbumes como Zenology (I & II), Listen to the Light y Runway to the Gods.
Roth falleció el 5 de febrero a los 61 años de edad mientras dormía, tras años luchando con una enfermedad que no se ha revelado.

## Discografía
- Zeno (1986)
- Zenology (1995)
- Listen to the Light (1998)
- Zenology II (2005)
- Runway to the Gods (2006)